# René Meylan
René Meylan (* 30. Dezember 1929 in Boudry; † 27. Februar 2000 in Bevaix, heimatberechtigt in Le Chenit und Neuenburg) war ein Schweizer Politiker (SP).

## Biografie
René Meylan kam am 30. Dezember 1929 in Boudry als Sohn des Arbeiters Auguste-Philippe Meylan und der Olga Renée geborene Denoréaz zur Welt. Meylan absolvierte zunächst ein Studium der Rechte an der Universität Neuenburg, bevor er 1954 das Anwaltspatent erwarb. In der Folge führte er von 1956 bis 1970 eine Anwaltskanzlei in Neuenburg.
René Meylan war verheiratet mit Jacqueline Simone, der Tochter des Roger Théodore Carrel. Er verstarb am 27. Februar 2000 zwei Monate nach Vollendung seines 70. Lebensjahres in Bevaix.
Er war zuerst aktives Mitglied der Kommunistischen Jugend, daran anschliessend der Partei der Arbeit der Schweiz (PdA). Im Jahr 1958 gehörte er zu den Mitbegründern der Nouvelle gauche socialiste, einer zwischen sowjettreuem Kommunismus und Sozialdemokratie angesiedelten Partei, die sich 1963 auflöste.
Danach war er von 1964 bis 1970 im Zentralvorstand sowie von 1966 bis 1970 im Vorstand der Sozialdemokratischen Partei der Schweiz. Parallel dazu gab er zwischen 1963 und 1971 die sozialistische Tageszeitung La Sentinelle (ab 1966 Le Peuple-La Sentinelle) heraus.
Auf kommunalpolitischer Ebene amtierte Meylan von 1960 bis 1970 als Abgeordneter des Generalrats (Legislative) der Stadt Neuenburg. Daneben vertrat er seine Partei auf kantonaler Ebene in den Jahren 1961 bis 1970 im Neuenburger Grossrat. 1970 wurde Meylan in den Neuenburger Staatsrat gewählt, dem er bis 1980 angehörte und in dem er dem Departement für Industrie und Justiz vorstand. Dort trat er als Vermittler zwischen Arbeitgebern und Arbeitnehmern auf. Darüber hinaus nahm er auf Bundesebene von 1978 bis 1987 Einsitz in den Ständerat.
Meylan fungierte als Mitglied mehrerer eidgenössischer Kommissionen, darunter der von Friedrich Traugott Wahlen eingesetzten sogenannten Wahlen-Kommission, die mit der Ausarbeitung eines Entwurfs für die Totalrevision der Bundesverfassung betraut war.